# Chiesa di Santa Lucia de Judaica
La chiesa di Santa Lucia de Judaica sorge in via Roma nella zona centrale di Salerno.

## La chiesa
Il nome "Santa Lucia" compare nel corso del 1500 ma probabilmente la chiesa potrebbe risalire all'anno mille circa, essendo citata come Santa Maria de Mare già nel 1072. Questa fu costruito nell'antico quartiere della Giudaica a Judecca, posto tra le mura della città, dove vivevano gli Ebrei di Salerno

## Caratteristiche
L'aspetto attuale della chiesa risale all'opera di restauro del 1861 voluta fortemente dal parroco Pasquale Vigorito. La facciata è rialzata rispetto al piano stradale ed caratterizzata da quattro lesene che si concludono con un timpano triangolare. 
L'edificio è ad unica navata di forma rettangolare con abside semicircolare e tre cappelle per ciascun lato. La copertura è costituita da una volta a botte unghiata con lunette. 
Sulla volta sono rappresentati la Sacra Famiglia, Gesù con gli Apostoli e le pie donne dinanzi al sepolcro. In una nicchia nell'abside è posta la statua di Santa Lucia.
Ha il pavimento in lastre marmoree. Sulla facciata, con lesene su parete intonacata e cornici, si nota una dedica alla ristrutturazione voluta dal parroco Vigorito nell'anno dell'unione di Salerno al Regno d'Italia. All'interno si ha la  presenza di affreschi e dipinti ad olio, con arredi sacri ed organo.